# NGC 7095
NGC 7095 ist eine Spiralgalaxie vom Hubble-Typ Sc im Sternbild Oktant am Südsternhimmel. Sie ist schätzungsweise 108 Millionen Lichtjahre von der Milchstraße entfernt und hat einen Durchmesser von etwa 140.000 Lichtjahren. Vermutlich bildet sie gemeinsam mit PGC 67593 ein gravitativ gebundenes Galaxienpaar.
Das Objekt wurde am 21. September 1837 von John Herschel entdeckt.